# Nyssicostylus overali
Nyssicostylus overali là một loài bọ cánh cứng trong họ Cerambycidae.